# Knud Karl Krogh-Tonning
Knud Karl Krogh-Tonning (født 31. december 1842 i Stathelle i Telemarken, død 19. februar 1911 i Kristiania) var en norsk teologisk forsker og forfatter, præst og semarielærer, der i 1900 konverterede til katolicismen.

## Lærer og præstekarriere
Krogh-Tonning blev student 1861 og cand. theol. 1867 fra universitetet i Kristiania. Derefter bestyrede han Lærerskolen i Balestrand til 1873, da han blev sognepræst i Årdal i Sogn. Sygdom tvang ham i 1876 til at søge orlov, men i 1877 trådte han på ny ind i gejstlig virksomhed som kateket i Porsgrund. I 1882 blev han præst ved fattighusene i Kristiania, hvor han 1883—86 tillige var lærer ved det praktisk-teologiske seminarium. I 1886—1900 var han sognepræst ved Gamle Aker kirke i Kristiania.

## Videnskabelig produktion
Krogh-Tonning havde beskæftiget sig med videnskabelige studier fra sine tidligste universitetsår, navnlig af dogmatik og apologetik. Disse studier fortsatte han under flere ophold ved universiteterne i Leipzig, Erlangen og Paris. Derefter indledte han et omfattende teologisk og religionspædagogisk forfatterskab. Hans første skrift var Den kristelige Troslære i dens Grundtræk (1870), der oprindelig var holdt som foredrag for religionslærere, men vakte opmærksomhed i teologisk dannede kredse.
Krogh-Tonning blev anerkendt som en dogmatiker af rang, der rådede over både teologisk lærdom, skarpsindig tænkning og en klar fremstilling. I de følgende år udgav han sine studier i Teologisk Tidsskrift. Han første afhandling var Om Pascal’s Pensées (1871), om et værk, der havde haft stor betydning for hans eget apologetiske standpunkt; i 1872 og 1873 fulgte flere studier over De gammellutherske Dogmatikeres Apologi for Skriftens guddommelige Oprindelse og nogle år senere Ord og Sakrament (1878), Kristelige Vidnesbyrd om Absolutionen (1881) og Det kirkelige Embede og dets Funktioner (1881).
Derefter skrev han afhandlingen Om den ældste kirkelige Apologi over for det græsk-romerske Hedenskabs Tænkning« (1882), som han 1883 forsvarede for den teologiske doktorgrad. Selvom Krogh-Tonning varetog en række arbejdskrævende praktiske embeder, fandt han takket være sin store arbejdevne og strengt systematiske udnyttelse af tiden lejlighed til at fortsætte sin videnskabelige forskning og forfattervirksomhed i betydelig omfang. Han var både inspirator og primus motor for udvalget og udgivelsen af den norske oversættelse af kirkefædrenes skrifter i Vidnesbyrd af Kirkefædrene (bind 1—17, 1880—91), hvorefter han i 1885—94 skrev og udgav sit hovedværk Den christelige Dogmatik (bind 1—4), det første forsøg på en samlet videnskabelig fremstilling af dette enorme emne i den norske litteratur.

## Religionspædagog
Udover sit fagteologiske forfatterskab udgav Krogh-Tonning en række religionspædagogiske skrifter og populære fremstillinger af kirkelige emner. »Troslære til Brug ved højere Religionsundervisning« fra 1880 blev vidt udbredt i skolerne, og i 1884 kom »Guds Ord og Bøn«, der samlede erfaringerne fra hans praktiske sjælesørgervirksomhed. Tre år senere kom »Kristelig Opdragelseslære« - en vejledning i religiøs undervisning og dannelse til forældre og skole.

## Konvertering til katolicismen
Under Krogh-Tonnings teologiske studier blev han efterhånden bevidst om problemer af stor betydning for hans egen kirkelige stilling, hvis løsning til sidst blev en alvorlig samvittighedssag for ham. Det første offentlige vidnesbyrd om Krogh-Tonnings tvivl overfor sin egen lutherske kirke var en »Epilog«, som han skrev i avisen »Morgenbladet« 1890 til den katolske pater Scheers foredrag i Kristiania, og i de følgende år i gav hans dragning mod romerkirken sig udtryk i flere kritiske skrifter om reformationen.
Da han til sidst ikke længere følte, at han kunne forsvare at være luthersk præst, søgte han i efteråret 1899 afsked med pension fra sit embede, som han erklærede aldrig at ville vende tilbage til, uanset resultatet af hans fortsatte forskning i dogmatiske og kirkelige spørgsmål. Året efter rejste Krogh-Tonning til Aarhus, hvor han gik ind i den katolske kirke, og i 1905 udnævnte den romerske kurie ham til romersk æresdoktor i teologi.